# نینه‌لوو
نینه‌لوو (به لاتین: Ninəlov) یک منطقه مسکونی در جمهوری آذربایجان است که در شهرستان ماسال‌لی واقع شده است. نینه‌لوو ۳۶۰ نفر جمعیت دارد.

## ریشه واژه
نین یا نیل در زبان تالشی معادل درخت آزاد در زبان فارسی است و هَوو پسوند جایگاه و مکان است و نینه‌لوو یعنی مکانی که درخت‌های آزاد در آن می‌رویند.